# 等々力 (世田谷区)
等々力（とどろき、英語: Todoroki）は、東京都世田谷区の町名。隣接する尾山台と共に都内有数の高級住宅街となっている。住居表示実施済区域。玉川地域に属する。
また、南口に隣接する神奈川県川崎市中原区の町名でもあり、起源は同じ等々力村に由来し、近代になって市町村制等が整備される中で、分割されたものである。本稿では、このうち世田谷区の等々力を扱う。川崎市側については、等々力 (川崎市)を参照のこと。

## 概要
行政上は1丁目 - 8丁目から成り、北は目黒通りを越え上野毛通り辺りまで（8丁目）、南は環八通り付近まで、西は中町・野毛、東は目黒区自由が丘三丁目と接する（6丁目）。おおむね、東急大井町線等々力 - 自由が丘間の北部、目黒通りの等々力不動前から産業能率大学前の沿線に広がっている。面積は1.728平方キロメートル。世田谷区深沢・中町・野毛・玉堤・尾山台・奥沢、目黒区自由が丘と隣接する。
住居表示実施前までは、環八通りの南側・現在の玉堤地区も、世田谷区玉川等々力町の一部であった。
多摩川対岸の現在の川崎市中原区等々力は等々力村の一部であった。2020年1月現在、当地と川崎市の等々力とを直接結ぶ公共交通・橋梁・渡船はないが、世田谷側の目黒通りと川崎側の宮内新横浜線を接続する等々力大橋（仮称）を多摩川に架橋する計画が進められている。
等々力には、世田谷区役所玉川総合支所・玉川区民会館が設置されている。等々力村・玉川村時代、村役場は一貫して等々力にあった。世田谷区成立後は玉川支所となり、1991年に世田谷区が地域区分を設定した際、玉川総合支所となった。玉川地域の行政上の中心としての歴史的経緯から、古くからバス路線が発達しており、東京駅八重洲口及び丸の内南口から東急バスとの共同運行で都営バスが乗り入れていた時期もあった（2013年まで）。
商業面では、等々力駅周辺にわずかに商店街が形成されているほかは、目黒通り沿いにスーパーマーケット（紀ノ国屋）や飲食店がある程度であり、商業的な求心力は近隣の二子玉川駅や自由が丘駅周辺にある。町域のほとんどは閑静な住宅街であり、比較的緑も多い。
等々力と同じように、多摩川両岸に存在する同名の地名の例としては、他に瀬田、野毛（東京：野毛、上野毛、川崎：下野毛）、宇奈根などの例がある。

### 行政区画の変遷
- 品川県荏原郡等々力村→東京府荏原郡等々力村→東京府荏原郡玉川村等々力→東京府東京市世田谷区玉川等々力町→東京都世田谷区玉川等々力町1・2丁目→世田谷区等々力1 - 8丁目、玉堤1・2丁目
- 神奈川側：品川県荏原郡等々力村→東京府荏原郡等々力村→東京府荏原郡玉川村等々力→神奈川県橘樹郡中原村（→中原町）等々力→川崎市等々力→川崎市中原区等々力

### 地価
住宅地の地価は、2025年（令和7年）1月1日の公示地価によれば、等々力5-18-12の地点で84万4000円/m2、等々力6-13-12の地点で111万円/m2となっている。

## 歴史
等々力は、江戸期以前は荏原郡等々力村であった。のち周辺の7ヶ村（用賀、瀬田、上野毛、下野毛、野良田、奥沢、尾山）と合併し玉川村（現在の世田谷区玉川地域）の一部となる。1932年（昭和7年）、東京市域拡張時に世田ヶ谷町、駒沢町、松沢村と合併し「東京市世田谷区」となった。

### 地名の由来
等々力の名は、等々力渓谷に流れ落ちる「不動の滝」の轟く音に由来するという説が有名だが、ほかにも渓谷の崩落する音から来たという説、現在の都立園芸高校の地にあった「兎々呂城」（「とどろじょう」の読みが「とどろき」と変化）を由来とする説などがあり、いずれが正しいのかは詳らかではない。

### 住居表示実施前後の町名の変遷
| 実施後       | 実施年月日   | 実施前（各町名ともその一部）                        |
| ------------ | ------------ | --------------------------------------------------- |
| 等々力一丁目 | 1970年3月1日 | 玉川等々力町1、玉川尾山町の各一部                   |
| 等々力二丁目 | 1970年3月1日 | 玉川等々力町1、玉川等々力町2、玉川中町1の各一部     |
| 等々力三丁目 | 1970年3月1日 | 玉川等々力町2、玉川中町1の各一部                    |
| 等々力四丁目 | 1970年3月1日 | 玉川等々力町2の一部                                 |
| 等々力五丁目 | 1970年3月1日 | 玉川等々力町2の一部                                 |
| 等々力六丁目 | 1970年3月1日 | 玉川等々力町3の一部                                 |
| 等々力七丁目 | 1970年3月1日 | 深沢町2の全部と玉川等々力町2、玉川等々力町3の各一部 |
| 等々力八丁目 | 1970年3月1日 | 玉川等々力町3、玉川中町1、玉川中町2の各一部         |

## 世帯数と人口
2025年（令和7年）1月1日現在（世田谷区発表）の世帯数と人口は以下の通りである。
| 丁目         | 世帯数     | 人口     |
| ------------ | ---------- | -------- |
| 等々力一丁目 | 1,199世帯  | 2,533人  |
| 等々力二丁目 | 2,006世帯  | 3,569人  |
| 等々力三丁目 | 1,343世帯  | 2,550人  |
| 等々力四丁目 | 1,382世帯  | 2,331人  |
| 等々力五丁目 | 1,819世帯  | 3,508人  |
| 等々力六丁目 | 2,374世帯  | 4,554人  |
| 等々力七丁目 | 2,211世帯  | 4,624人  |
| 等々力八丁目 | 1,669世帯  | 3,672人  |
| 計           | 14,003世帯 | 27,341人 |

### 人口の変遷
国勢調査による人口の推移。
| 年                 | 人口   |
| ------------------ | ------ |
| 1995年（平成7年）  | 20,694 |
| 2000年（平成12年） | 22,846 |
| 2005年（平成17年） | 23,710 |
| 2010年（平成22年） | 25,308 |
| 2015年（平成27年） | 26,499 |
| 2020年（令和2年）  | 28,081 |

### 世帯数の変遷
国勢調査による世帯数の推移。
| 年                 | 世帯数 |
| ------------------ | ------ |
| 1995年（平成7年）  | 9,364  |
| 2000年（平成12年） | 10,800 |
| 2005年（平成17年） | 11,319 |
| 2010年（平成22年） | 12,367 |
| 2015年（平成27年） | 12,846 |
| 2020年（令和2年）  | 13,741 |

## 学区
区立小・中学校に通う場合、学区は以下の通りとなる。
| 丁目         | 番地                     | 小学校                 | 中学校                 |
| ------------ | ------------------------ | ---------------------- | ---------------------- |
| 等々力一丁目 | 全域                     | 世田谷区立玉堤小学校   | 世田谷区立尾山台中学校 |
| 等々力二丁目 | 1～30番 34～38番         | 世田谷区立尾山台小学校 | 世田谷区立尾山台中学校 |
| 等々力二丁目 | 31〜33番 39〜40番        | 世田谷区立玉川小学校   | 世田谷区立玉川中学校   |
| 等々力三丁目 | 1～27番 33番             | 世田谷区立玉川小学校   | 世田谷区立玉川中学校   |
| 等々力三丁目 | 28〜32番                 | 世田谷区立等々力小学校 | 世田谷区立東深沢中学校 |
| 等々力四丁目 | 18～24番                 | 世田谷区立等々力小学校 | 世田谷区立尾山台中学校 |
| 等々力四丁目 | 1〜17番                  | 世田谷区立尾山台小学校 | 世田谷区立尾山台中学校 |
| 等々力五丁目 | 1～18番                  | 世田谷区立尾山台小学校 | 世田谷区立尾山台中学校 |
| 等々力五丁目 | 19〜31番                 | 世田谷区立等々力小学校 | 世田谷区立尾山台中学校 |
| 等々力六丁目 | 6～20番 32～37番         | 世田谷区立等々力小学校 | 世田谷区立尾山台中学校 |
| 等々力六丁目 | 1〜5番 21〜31番 38〜40番 | 世田谷区立九品仏小学校 | 世田谷区立八幡中学校   |
| 等々力七丁目 | 17～21番                 | 世田谷区立東深沢小学校 | 世田谷区立東深沢中学校 |
| 等々力七丁目 | 1〜16番 22〜27番         | 世田谷区立等々力小学校 | 世田谷区立東深沢中学校 |
| 等々力八丁目 | 全域                     | 世田谷区立等々力小学校 | 世田谷区立東深沢中学校 |

## 交通

### 鉄道
東急大井町線
- 尾山台駅 - 等々力駅

### バス
すべて東急バスによる運行。
瀬田営業所
- 渋82：等々力 - 渋谷駅
- 等01：等々力 - 玉堤循環（タマリバーバス）
- 等12：等々力操車所 - 用賀駅 - 成城学園前駅
- 自01・02：自由が丘駅 - 駒大深沢キャンパス前
- 自11・12：自由が丘駅 - 東京医療センター
- 園01：田園調布駅 - 千歳船橋
- 系統番号なし：中町五丁目 - 田園調布駅（土曜1往復のみ）

弦巻営業所
- 等11：等々力操車所 - 桜小学校（入出庫のみ）
- 等13：等々力操車所 - 梅ヶ丘駅

目黒営業所
- 黒02：二子玉川駅 - 目黒駅
- 東98：等々力操車所 - 東京駅南口

### 道路

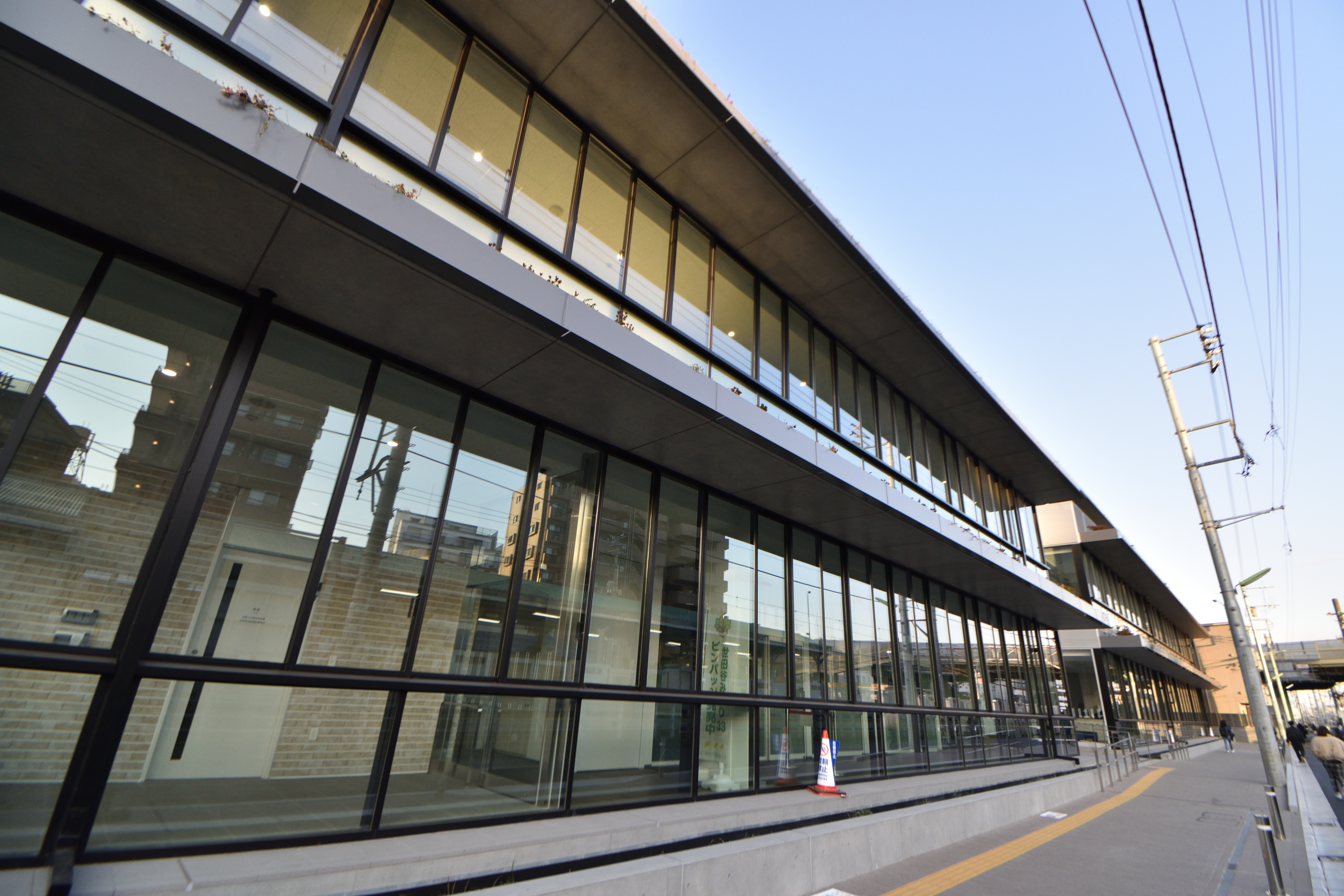
玉川総合支所・玉川区民会館

- 東京都道311号環状八号線（環八通り）

## 事業所
2021年（令和3年）現在の経済センサス調査による事業所数と従業員数は以下の通りである。
| 丁目         | 事業所数  | 従業員数 |
| ------------ | --------- | -------- |
| 等々力一丁目 | 56事業所  | 542人    |
| 等々力二丁目 | 172事業所 | 1,277人  |
| 等々力三丁目 | 143事業所 | 1,336人  |
| 等々力四丁目 | 141事業所 | 1,440人  |
| 等々力五丁目 | 104事業所 | 672人    |
| 等々力六丁目 | 85事業所  | 1,412人  |
| 等々力七丁目 | 91事業所  | 998人    |
| 等々力八丁目 | 51事業所  | 776人    |
| 計           | 843事業所 | 8,453人  |

### 事業者数の変遷
経済センサスによる事業所数の推移。
| 年                 | 事業者数 |
| ------------------ | -------- |
| 2016年（平成28年） | 748      |
| 2021年（令和3年）  | 843      |

### 従業員数の変遷
経済センサスによる従業員数の推移。
| 年                 | 従業員数 |
| ------------------ | -------- |
| 2016年（平成28年） | 7,382    |
| 2021年（令和3年）  | 8,453    |

### 主な企業
- 平和食品工業
- 岡谷電機産業

## 施設
- 世田谷区役所玉川総合支所・玉川区民会館
- 玉川警察署尾山台駅前交番
- 玉川警察署等々力不動前駐在所
- 区立等々力児童館
- 玉川郵便局
- 産業能率大学自由が丘キャンパス
  - 自由が丘産能短期大学
- 東京都市大学等々力中学校・高等学校
- 世田谷区立等々力小学校
- 世田谷区立八幡中学校
- 真言宗智山派満願寺
  - 細井広沢墓
- 浄土真宗本願寺派専浄寺
- 玉川神社
- 等々力渓谷（次項参照）
- 等々力不動尊（満願寺別院）
- 社会就労支援センター「パイ焼窯」
- 区立玉川福祉作業所等々力分場

## 等々力渓谷
等々力には、23区内唯一の渓谷である等々力渓谷がある。等々力駅から等々力渓谷まで、ゴルフ橋を通って徒歩2分ほどの場所にある。西側を谷沢川が流れ、この川が渓谷を形成している。目黒通りが傍を通り、環八通りが渓谷の上に蓋をするように通っている。
渓谷地内には、古墳時代後期から奈良時代（7世紀後半 - 8世紀）のものと推定される横穴式墳墓があり、「等々力渓谷横穴古墳」と呼ばれている。不動の滝の近くには平安時代に創建された「等々力不動尊」がある。東京都指定名勝にもなっている。

## その他

### 日本郵便
- 郵便番号 : 158-0082[2]（集配局 : 玉川郵便局[15]）。